# آمن (فلم 1995)
آمن (بالإنجليزية: Safe) فيلم دراما، ورعب نفسي بريطاني أمريكي لعام 1995، من تأليف وإخراج تود هاينز وبطولة جوليان مور. تدور أحداث الفيلم في عام 1987، وهو يتبع ربة منزل من ضواحي لوس أنجلوس تغيرت حياتها الرتيبة فجأة عندما أصبحت مريضة بمرض غامض سببه البيئة المحيطة بها. تصدّر الفيلم قائمة «أفضل فيلم في التسعينيات» في استطلاع أجرته الصحيفة الأمريكية الأسبوعية «صوت القرية The Village Voice»، ووصفه النقاد بأنه «الفيلم الأكثر رعبًا في العام» - «فيلم رعب ساحر» - «عمل للسينما المضادة النسوية»، وبعد 20 عامًا من إطلاق الفيلم، قال هاينز إن موضوعاته (المرض والحصانة في مشهد ما بعد الصناعة وكيف يمثل التعافي عبئًا غالبًا على ضحايا المرض) كانت أكثر أهمية مما كانت عليه عندما تم إصدار الفيلم.

## طاقم التمثيل
- جوليان مور: في دور كارول وايت
- بيتر فريدمان: في دور بيتر دانينغ
- زاندر بيركلي: في دور جريج وايت
- جيمس ليجروس: في دور كريس
- سوزان نورمان: في دور ليندا
- كيت ماكجريجور ستيوارت: في دور كلير
- ماري كارفر: في دور نيل
- ستيفن جيلبورن: في دور دكتور هوبارد
- أبريل جريس: في دور سوزان
- لورنا سكوت: في دور مارلين
- جودي ماركل: في دور أنيتا
- براندون كروز: في دور ستيف
- دين نوريس: في دور المحرك
- جيسيكا هاربر: في دور جويس
- بيث جرانت: في دور بيكي[8]

## أحداث الفيلم
تعيش ربة البيت كارول وايت (جوليان مور) في إحدى ضواحي لوس أنجلوس الغنية. تمضي أيامها في أنشطة مثل البستنة والتمارين الرياضية ورؤية الأصدقاء. يبدو زواجها وحياتها الأسرية مستقرين ولكن عقيمين، وأصدقائها مهذبون لكن بعيدون. تبدأ كارول بعد تجديد منزل العائلة، فجأة في الشعور بأعراض جسدية عندما تكون بالقرب من بعض المواد الكيميائية اليومية: تسعل بشكل لا يمكن السيطرة عليه عند استنشاق أبخرة العادم من شاحنة قريبة أثناء القيادة، وتعاني من صعوبات في التنفس أثناء إستحمام الطفل، وتعاني من نزيف من الأنف أثناء وجودها في صالون تصفيف الشعر. تتفاقم أعراضها، وتبدو المواد الكيميائية المسببة لها موجودة في كل مكان، وأخيرًا، تتعرض للانهيار التام عند زيارة متجر يتم تدخينه بالمبيدات الحشرية.
يحار الأطباء في تشخيص مرضها وعلاجها، وتحضر بعض جلسات العلاج النفسي، لكن أعراضها لا تتحسن، وتجد أنها وحيدة جدًا مع مرضها عندما يتصرف مجتمعها بشكل غير مبالٍ تجاهها. تترك منزلها وممتلكاتها وحياتها وراءها بعد قبول فكرة أنها لم تعد قادرة على العمل في حياتها الحالية. تنتقل بدون زوجها، إلى رينوود، وهو مجتمع صحراوي مخيف حديث العهد للأشخاص المصابين بأمراض بيئية، ويقود مجتمع رينوود، الذي له جوانب تشبه العبادة، رجل ترقى محادثاته التحفيزية التي لا هوادة فيها إلى «الفاشية النفسية». تصبح كارول أكثر عزلة حتى في مجتمع الأشخاص الذين يعانون من مشاكل صحية مماثلة. الفيلم في النهاية، لا يقدم أي إجابة عن مرضها أو مأزقها، ولم يتم ذكر حالتها في الفيلم، لكن المخرج هاينز أكد أنها تصوير لحساسية كيميائية متعددة، وقال أيضًا إن عزلة كارول كانت هي الحل والمشكلة بالنسبة لها.

## استقبال الفيلم
تم عرض الفيلم لأول مرة عالميًا في مهرجان صندانس السينمائي في 25 يناير 1995، وحصلت شركة أفلام سوني الكلاسيكية على حقوق توزيع الفيلم، وأصدرت الفيلم في إصدار محدود في 23 يونيو 1995.
منح موقع الطماطم الفاسدة الفيلم تقييم مقداره 86% بناء على آراء 59 ناقد سينمائي، ومنح موقع ميتاكريتيك الفيلم تقييم مقداره 76% بناء على آراء 17 ناقد سينمائي.
كتبت جانيت ماسلين في الصحيفة اليومية نيويورك تايمز، وأشادت بالنصف الأول من الفيلم، وخلصت إلى أن الفيلم بدأ ببراعة، ثم استسلم في النهاية لمرضها الحديث، وكتبت: «يصر صانع الفيلم على غموض بارد يولد مزيدًا من الانفصال عن الاهتمام... السيد هاينز يخدع أتباع العصر الجديد بينما من المحتمل أن يتبنى بعض آرائهم»، وهناك مشكلة أخرى، وفقًا للناقدة ماسلين، وهي: «أن ظل الإيدز يتدلى ضمنيًا... لكنه لا يساعد في الوصول بالفيلم إلى نتيجة تستحق بدايته الملهمة».
إن نهاية الفيلم غامضة للغاية، وقد أثارت جدلًا كبيرًا بين النقاد والجماهير حول ما إذا كانت كارول قد حررت نفسها، أو ببساطة استبدلت شكلًا واحدًا من الاختناق بهوية ضيقة بنفس القدر باعتبارها عاطلة، ومنعزلة. تقول جولي غروسمان في مقالها «المشكلة مع كارول»: "أن هاينز يختتم الفيلم على أنه تحد لسرد أفلام هوليوود التقليدية للبطلة التي تتولى زمام الأمور، وأن هاينز يضع كارول كضحية لمجتمع يهيمن عليه الذكور، وكذلك ثقافة المساعدة الذاتية المنهكة التي تشجع المرضى على تحمل المسؤولية الكاملة عن مرضهم وشفائهم، وبالرغم من أن مرض كارول غير معروف، فقد كان يُنظر إليه على أنه تشبيه بأزمة الإيدز في الثمانينيات، وهو "تهديد«غير مريح وغير معلن إلى حد كبير خلال رئاسة ريغان».

## تقدير الفيلم
حصل فيلم «آمن» على سبعة أصوات في استطلاع 2012 المسمى «منظر وصوت Sight & Sound» الذي أجراه معهد الفيلم البريطاني لأعظم الأفلام (خمسة أصوات من النقاد واثنين من المخرجين)، حيث احتل المرتبة 323 و322 على التوالي. ظهر الفيلم على موقع «إنهم يصورون الأفلام، أليس كذلك؟» وهو موقع يجمع استطلاعات الرأي للنقاد، ووجد أيضًا أن فيلم «آمن» هو الفيلم رقم 472 الأكثر شهرة على الإطلاق. حاز الفيلم على استحسان النقاد على نطاق واسع، حيث قدمت الممثلة جوليان مور بدورها الرائد الأول في فيلم روائي طويل، وأعطى المخرج هاينز قدرًا من التقدير النقدي السائد.

## الجوائز
- جوائز إندبندنت سبيريت 1996: رشح لأفضل مخرج (تود هاينز)، وأفضل فيلم، وأفضل ممثلة دور أول (جوليان مور)، وأفضل سيناريو (تود هاينز)[20]

- جوائز جمعية بوسطن لنقاد السينما 1995: أفضل تصوير سينمائي (أليكس نيبومنياشي)[21]

- مهرجان سياتل السينمائي الدولي 1995: الجائزة الأمريكية المستقلة (تود هاينز)[20][22]
- مهرجان روتردام السينمائي الدولي 1996: جائزة (FIPRESCI) الخاصة (تود هاينز)[23]
- استفتاء أفلام صوت القرية 1999: جائزة (VVFP) أفضل فيلم للعقد.[22]

## وصلات خارجية
- مقالات تستعمل روابط فنية بلا صلة مع ويكي بيانات